# Emma
Эмма (яп. エマ Эма) — романтическая сэйнэн-манга Мори Каору, выходящая в журнале Comic Beam c августа 2002 года по апрель 2008 года. Согласно опросу, проведенному в 2007 году министерством культуры Японии, занимает 45-е место среди лучшей манги всех времен.
Всего было издано 10 томов манги, кроме того, было снято аниме «Эмма: Английская любовная история» (яп. 英國戀物語エマ Эйкоку кой моногатари эма, англ. Emma - A Victorian Romance, букв. «Эмма — Викторианская романтика»), а также на основе манги Саори Куми была написана лайт-новелла, иллюстрации к которой рисовала сама Мори Каору.

## Сюжет
Действие разворачивается в Викторианскую эпоху, в Лондоне конца XIX века. Молодая горничная влюбляется в джентри, представителя дворянского рода. Однако его семья не одобряет неравные браки.

## Персонажи

Эмма и Уильям Джонс

Хаким Атавари

Эмма (яп. エマ Эма) — главное действующее лицо аниме и манги. Горничная, с первого взгляда влюбившаяся в Уильяма Джонса. Родом из простой деревни около Йоркшира, но в детстве была похищена и доставлена в Лондон с целью продажи в публичный дом. Эмма смогла бежать, но потерялась на улицах Лондона. Чтобы не умереть с голоду, ей пришлось работать с самых необычных местах, а затем её в качестве горничной взяла на работу Келли Стонер. Под руководством миссис Стонер Эмма многому научилась, в том числе читать, писать, заниматься домашними делами, даже французскому языку. Впоследствии Эмма хотела вернуться в родную деревню, но познакомилась с немецкой семьей Молдер (Mölder) и стала служанкой в их доме. В дом Молдеров входят торговец Вильгельм Молдер (Wilhelm Mölders), его жена Доротея (Dorothea), сын Эрик (Erich) и дочь Ильза (Ilse).
Сэйю: Юми Тома
Уильям Джонс (яп. ウィリアム・ジョーンズ вуриаму дзё:ндзу) — старший сын в семействе Джонсов, могущественной и богатой купеческой семье, которые пытаются повысить свой социальный статус и выбиться из джентри. На Уильяме лежит большая ответственность: он не только наследник всего состояния, но и должен жениться с максимальной выгодой, предпочтительно на аристократке. Ему с самого начала понравилась Эмма. После отъезда Эммы сильно меняется, например, начинает очень много работать, посещать званые обеды и т. д. В своих собственных взглядах он никогда не переставал сожалеть о том, что потерял Эмму, но он прожил бы свою жизнь в «высшем сословии», как и ожидал его отец. Его изменение затронуло всех вокруг него, включая Хакима.
Сэйю: Токуёси Кавасима
Келли Стонер (яп. ケリー・ストウナー кэри: суто:на:) — работодатель Эммы и бывшая гувернантка Уильяма Джонса. Вышла замуж в 18 лет, но через два годы после свадьбы муж умер. Миссис Стонер была молода, образована и без детей, поэтому решила стать гувернанткой. Она держала Уильяма в ежовых рукавицах, а после приезда Эмма отошла на покой.
Сэйю: Таэко Наканиси
Хаким Атавари (яп. ハキム・アタワーリ хакиму атава:ри) — лучший друг и полная противоположность Уильяма Джонса, индийский принц. Вместе с Уильямом учился в Итонском колледже. По характеру — «бабник», прямой, легко сходящийся с людьми и любящий находиться в компании. В пути Хакима обычно сопровождает гарем, слуги и даже слоны. Ему тоже с первого взгляда понравилась Эмма, и он специально подольше остаётся в Англии, чтобы посмотреть, к чему приведут отношения между Эммой и Уильямом. Когда выясняется, что Эмма влюблена в Уильма, он пытается как-то способствовать развитию отношений, но не мешает возвращению Эммы в родной город. Согласно Мори Каору, Хаким Атавари должен был стать главным соперником Уильяма, но с развитием сюжета задумка автора сильно изменилась. Автор также рассказывает, что изучал культуру Индии по книгам и документам.
Сэйю: Юдзи Уэда
Элеанора Кэмпбелл (яп. エレノア・キャンベル эрэноа кямбэру) — юная дочь виконта, которая влюбляется в Уильяма Джонса. Несмотря на аристократические корни, финансовое состояние её семьи весьма плачевно, поэтому отец Элеаноры очень хочет породниться с богатыми Джонсами, пусть даже они стоят на более низкой социальной ступени. Элеанора скромная и тихая, но в то же время всегда старается привлечь внимание Уильяма, приходит в гости под разными предлогами (например, «полюбоваться розами»). В конце концов, она всё же признается в своих чувствах. Элеанору почти всё время сопровождает служанка по имени Анна.
Сэйю: Санаэ Кобаяси

## Медия

### Манга
Создательница манги Мори Каору, которая называет себя настоящим англоманом, постаралась максимально точно воссоздать атмосферу Лондона 1890-х годов. В Японии «Эмма» обрела статус, близкий к культовому, в Синдзюку даже появилось кафе, где все оформлено в английском стиле, а официантки одеты «под Эмму». На официальном сайте аниме платье Эммы для косплея продаётся за 45 тыс. иен (примерно 450 долл.).
Начиная с третьего тома манги, вместе с Мори Каору работал исторический консультант Рико Мураками, который старался исключить появление фактических или каких-либо других ошибок. Он же был консультантом при создании аниме. 25 ноября 2003 года было выпущено руководство «Emma Victorian Guide» (ISBN 4-7577-1643-5), где Мори Каору и Рико Мураками объяснили некоторые исторические подробности.
Основная сюжетная линия манги окончилась 52-й главой, появившейся 12 апреля 2006 года. Начиная с восьмого тома и по сей день, в журнале Monthly Comic Beam выходят дополнительные истории, которые посвящены второстепенным персонажам (не Эмме и Уильяму). Эти сюжетные ответвления названы «Эмма: Другие рассказы» (яп. エマ 番外編 Эмма Бангайхэн, англ. Emma: Further Tales).
В 2005 году манга «Эмма» получила второй приз на Японском фестивале медиа-арта.

#### Списоктанкобонов
Новые главы манги появлялись в журнале Monthly Comic Beam, принадлежащем издательству Enterbrain. Английская лицензия принадлежит компании CMX.
| №                               | Дата публикации     | ISBN                |
| ------------------------------- | ------------------- | ------------------- |
| Том 1                           | 30 августа 2002 г.  | ISBN 4-7577-0972-2  |
| Том 2                           | 24 февраля 2003 г   | ISBN 4-7577-1312-6  |
| Том 3                           | 25 ноября 2003 г.   | ISBN 4-7577-1642-7  |
| Том 4                           | 26 июня 2004 г.     | ISBN 4-7577-1887-X  |
| Том 5                           | 31 марта 2005 г.    | ISBN 4-7577-2168-4  |
| Том 6                           | 31 августа 2005 г.  | ISBN 4-7577-2403-9  |
| Том 7                           | 25 мая 2006 г.      | ISBN 4-7577-2787-9  |
| Том 8                           | 26 марта 2007 г.    | ISBN 4-7577-3449-2  |
| Том 8: бонусное издание (с DVD) | 26 марта 2007 г.    | ISBN 4-7577-3450-6  |
| Том 9                           | 25 сентября 2007 г. | ISBN 4-7577-3726-2  |
| Том 10                          | 25 апреля 2008 г.   | ISBN 978-4757741782 |

### Аниме
Название аниме на японском языке пишется «сложными» кандзи, то есть такими, которые использовались до Второй мировой войны. Это сделано, чтобы лучше отразить дух старины, потому что впоследствии появился упрощенный вариант многих иероглифов. В частности, яп. 英國戀物 (Эйкоку кои моногатари, в переводе «Английская любовная история») на современном японском пишется как яп. 英国恋物語, с более простыми иероглифами для слов «страна» и «любовь». Официальное английское название аниме — «Emma — A Victorian Romance».

#### Первый сезон
Первый сезон «Эммы» сделан на студии Studio Pierrot под руководством Кобаяси Цунэо и транслировался по телеканалу Tokyo Broadcasting System (TBS). Автор сценария — Икэда Мамико.
| Номер | Название                                | Дата показа в Японии |
| ----- | --------------------------------------- | -------------------- |
| 01    | Подарок (贈り物)                        | 2 апреля 2005        |
| 02    | Два мира «Футацу но сэкай» (二つの世界) | 9 апреля 2005        |
| 03    | Признание «Кокухаку» (告白)             | 16 апреля 2005       |
| 04    | Мьюди «Мюди:дзу» (ミューディーズ)       | 23 апреля 2005       |
| 05    | Званый обед (晩餐会)                    | 30 апреля 2005       |
| 06    | Визит (訪問)                            | 7 мая 2005           |
| 07    | Хрустальный дворец (水晶宮)             | 14 мая 2005          |
| 08    | Карманные часы (時計)                   | 21 мая 2005          |
| 09    | Одиночество «Хитори» (ひとり)           | 28 мая 2005          |
| 10    | Тоска друг по дружке (すれ違い)         | 4 июня 2005          |
| 11    | Прошлое «Како» (過去)                   | 11 июня 2005         |
| 12    | Ландыш «Судзуран» (スズラン)            | 18 июня 2005         |

#### Второй сезон
Вторая часть аниме Victorian Romance Emma: Second Act (яп. 英國戀物語エマ ～メルダース編～) сделана на студии Ajia-do Animation Works. Действие происходит почти сразу после окончания первого сезона. Режиссёром по-прежнему стал Кобаяси Цунэо.
| Номер | Название                                        | Дата показа в Японии |
| ----- | ----------------------------------------------- | -------------------- |
| 01    | Новый дом «Атарасии иэ» (新しい家)              | 16 апреля 2007       |
| 02    | Лунный свет «Гэкко:» (月光)                     | 23 апреля 2007       |
| 03    | Холодный дождь «Рё:» (涼雨)                     | 30 апреля 2007       |
| 04    | Ухаживание «Кю:кон» (求婚)                      | 7 мая 2007           |
| 05    | Объятие «Хо:ё:» (抱擁)                          | 14 мая 2007          |
| 06    | Удача и потеря «Сэйко: то со:сицу» (成功と喪失) | 21 мая 2007          |
| 07    | Вечерние волны «Ю:нами» (夕波)                  | 28 мая 2007          |
| 08    | Местонахождение «Ибасё» (居場所)                | 4 июня 2007          |
| 09    | Решимость «Какуго» (覚悟)                       | 11 июня 2007         |
| 10    | У окна «Мадобэ» (窓辺)                          | 18 июня 2007         |
| 11    | Время «Ко:ин» (光陰)                            | 25 июня 2007         |
| 12    | Цветок «Хана» (花)                              | 2 июля 2007          |

### Саундтрек
Два музыкальных фрагмента темы используются для обоих сезонов; одна начальная тема и одна конечная тема. Начальная тема первого сезона - «Silhouette of a Breeze», написанный и аранжированный Кунихико Рио, а финальной темой - «Menuet for EMMA», составленный Кунихико Рио, аранжированный Кэндзи Канеко и исполненный Tokyo Recorder Orchestra. Тема открытия второго сезона - «Кельтская версия» «Силуэт бриза», а финальная тема - «Rondo of Lilybell». Оба «Menuet for EMMA» и «Rondo of Lilybell» осуществляется в основном с помощью Блокфлейты. "Струнный квартет" в "Silhouette of Breeze" - это фоновая музыка, используемая при представлении спонсоров шоу в начале и в конце каждого эпизода.
| №                   | Название                                              | Длительность |
| ------------------- | ----------------------------------------------------- | ------------ |
| 1.                  | «Silhouette of a Breeze»                              |              |
| 2.                  | «Love at First Sight»                                 |              |
| 3.                  | «Emma»                                                |              |
| 4.                  | «Lace Handkerchief»                                   |              |
| 5.                  | «Menuet for Emma»                                     |              |
| 6.                  | «Society»                                             |              |
| 7.                  | «Solitude»                                            |              |
| 8.                  | «Crystal Palace»                                      |              |
| 9.                  | «Silhouette of a Breeze (Версия для пианино)»         |              |
| 10.                 | «With Him»                                            |              |
| 11.                 | «Emma (Версия для пианино)»                           |              |
| 12.                 | «The Season»                                          |              |
| 13.                 | «Solitude (Версия для флейты)»                        |              |
| 14.                 | «Separation»                                          |              |
| 15.                 | «Confession»                                          |              |
| 16.                 | «Menuet for Emma (Версия для пианино)»                |              |
| 17.                 | «Emma «(Версия для клавесина)»                        |              |
| 18.                 | «William's Love»                                      |              |
| 19.                 | «Silhouette of a Breeze Solitude (Версия для флейты)» |              |
| Общая длительность: | Общая длительность:                                   | 51:38        |

## Критика
Манга была удостоена Премии за выдающиеся достижения на Фестивале медиа-искусства Японии 2005 года. Перевод на английский язык был включен в Library Journal как один из лучших графических романов 2007 года и был назван Ассоциацией молодых библиотечных служб для взрослых среди 10 лучших графических романов для подростков за 2008 год.